# Ottowia
Ottowia es un género de bacterias gramnegativas de la familia Comamonadaceae. Fue descrito en el año 2004. Su etimología hace referencia al microbiólogo alemán Johannes C. G. Ottow. Son bacterias aerobias e inmóviles. Catalasa y oxidasa positivas. En general se encuentran en lodos activados y aguas residuales, aunque algunas especies también se han aislado de peces (Ottowia flava), semillas (Ottowia konkukae), bebidas (Ottowia oryzae) o tortugas (Ottowia testudinis).